# Dąbrowa Namysłowska
Dąbrowa Namysłowska – zlikwidowana stacja kolejowa w miejscowości Dąbrowa, w województwie opolskim, w powiecie namysłowskim, w gminie Świerczów, w Polsce.